# شروبنهاوزن
شروبن هاوزن (بالألمانية: Schrobenhausen) هي بلدة ألمانية تقع في ألمانيا في منطقة نورنبيرغ شروبنهاوزن.